# Kai Jones
Pour les articles homonymes, voir Jones.
Kai Martinez Jones, né le 19 janvier 2001 à Nassau aux Bahamas, est un joueur bahaméen de basket-ball évoluant au poste de pivot et mesurant 2,08 m.

## Biographie

### Carrière universitaire
Après deux saisons avec les Longhorns du Texas en université, il se présente pour la draft 2021 où il est attendu parmi les quinze premiers choix.

### Carrière professionnelle

#### Hornets de Charlotte (2021-octobre 2023)
Kai Jones est choisi en 19e position par les Knicks de New York puis directement envoyé aux Hornets de Charlotte lors de la draft 2021. Il y signe son contrat le 3 août 2021.
Le 9 octobre 2023, il demande publiquement son transfert sur X après une succession de messages étranges sur ses réseaux sociaux et une mise à l'écart du groupe. Il est finalement coupé par les Hornets deux jours plus tard et se retrouve agent libre.

#### 76ers de Philadelphie (mars-avril 2024)
En mars 2024, il signe pour 10 jours chez les 76ers de Philadelphie.

#### Clippers de Los Angeles (avril 2024-mars 2025)
En avril 2024, il signe pour plusieurs saisons avec les Clippers de Los Angeles. Il est coupé le 1er mars 2025.

#### Mavericks de Dallas (depuis mars 2025)
Début mars 2025, il rebondit aux Mavericks de Dallas, via un contrat two-way.

## Statistiques

### Universitaires
Les statistiques de Kai Jones en matchs universitaires sont les suivantes :
| Saison    | Équipe   | Matchs | Titul. | Min./m | % Tir | % 3pts | % LF | Rbds/m. | Pass/m. | Int/m. | Ctr/m. | Pts/m. |
| --------- | -------- | ------ | ------ | ------ | ----- | ------ | ---- | ------- | ------- | ------ | ------ | ------ |
| 2019-2020 | Texas    | 27     | 10     | 16,7   | 50,0  | 29,2   | 63,6 | 3,20    | 0,40    | 0,50   | 1,10   | 3,60   |
| 2020-2021 | Texas    | 26     | 4      | 22,8   | 58,0  | 38,2   | 68,9 | 4,80    | 0,60    | 0,80   | 0,90   | 8,80   |
| Carrière  | Carrière | 53     | 14     | 19,7   | 55,3  | 34,5   | 67,7 | 4,00    | 0,50    | 0,70   | 1,00   | 6,20   |

### Professionnelles

#### Saison régulière
| Saison    | Équipe    | Matchs | Titul. | Min./m | % Tir | % 3pts | % LF | Rbds/m. | Pass/m. | Int/m. | Ctr/m. | Pts/m. |
| --------- | --------- | ------ | ------ | ------ | ----- | ------ | ---- | ------- | ------- | ------ | ------ | ------ |
| 2021-2022 | Charlotte | 21     | 0      | 3,0    | 64,3  | 50,0   | 37,5 | 0,50    | 0,20    | 0,00   | 0,10   | 1,00   |
| 2022-2023 | Charlotte | 46     | 0      | 12,0   | 55,8  | 21,1   | 73,1 | 2,70    | 0,30    | 0,40   | 0,70   | 3,40   |
| Carrière  | Carrière  | 67     | 0      | 9,1    | 56,7  | 23,8   | 64,7 | 2,00    | 0,30    | 0,30   | 0,50   | 2,70   |